# オモス
オモス（英: Omos、男性、1994年5月16日 - ）は、ナイジェリア系アメリカ人のプロレスラー、バスケットボール選手。本名はトルロプ・ジョーダン・オモグビン（英: Tolulope Jordan Omogbehin）。元々カレッジ・バスケットボール選手であったが、2019年1月にWWEと契約。現在WWEのアクティブロースター内で最も身長が高いレスラーである。ニックネームは「ナイジェリアの巨人（The Nigerian Giant）」。

## 来歴

### WWE契約以前
1994年にナイジェリアのラゴスで生まれた。子供の頃は芸術家になるのが夢で、一日中絵を描いて過ごしていたという。高身長なのは子供の時からであり、11歳の時に既に185cmほどあったが、そこからさらに伸び15歳時には210cmになった。
元々習っていたスポーツはテニスであったが、13歳の時に彼の体格を見たテニスコーチから転向を勧められ、当時は興味のなかったバスケットボールを習い始め、頭角を現していく。
15歳のときにはバスケットボールの奨学金を手にし、名門高校でプレイするため単身アメリカへと渡る。当初は母親と弟も同行する予定であったが、移民手続きのトラブルによりそれは実現せず、以降も母親らはナイジェリアでの生活を続けている。
バージニア州の高校ではケビン・デュラントを指導したコーチのもとでバスケットボールを続け、大学時代もカレッジ・バスケットボール選手として活動。サウスフロリダ大学、モーガン州立大学、NCAAディビジョンIIのキング大学などでフォワードとしてプレーした。

### WWE
2019年1月にWWEと契約したことが発表され、同年7月にはハウスショーでプロレスデビューを果たす。
その後数ヶ月間ハウス・ショーで試合経験を積んだ後、2020年6月に戸澤陽が率いる忍者集団のサプライズ・メンバーとしてWWEのTV番組デビュー。"ジャイアント・ニンジャ"として短期間活動した。
2020年末ごろからは、ヒールとしてAJスタイルズと行動を共にし始め、2021年のレッスルマニア37ではそのAJスタイルズとロウ・タッグチーム王座を獲得。 これが自身キャリア初の戴冠となり、その年のサマースラムまで約4ヶ月間王座を防衛した。このタッグチームは2021年12月に両者が仲違いしたことで解散したが、翌月に組まれたAJスタイルズとのシングル形式の遺恨戦にはオモスが勝利している。
2022年、レッスルマニア38にてボビー・ラシュリーと対戦するも敗北。これが自身初のピンフォール負けとなった。レッスルマニア39ではブロック・レスナーと対戦し、敗北している。
2025年1月1日、プロレスリング・ノアに参戦し、ジャック・モリスとのタッグで丸藤正道&杉浦貴組を破りGHCタッグ王座を獲得した。

## その他
・英語、フランス語、およびナイジェリアの公用語であるヨルバ語の３カ国語を話すことができる。
・ナイジェリアで放送されていた『るろうに剣心』をきっかけとしアニメ好きになり、同僚であったリコシェはオモスの薦めで『呪術廻戦』を見始めたという。
・2023年6月に高校時代から交際していた医師のシャイアン・クエイリー（Cheyenne Quailey）と結婚した。

## 得意技

### フィニッシュ・ホールド
ダブル・チョーク・ボム
ネック・ハンギング・ツリーの要領で相手を持ち上げ、マットに叩き付ける。
ラスト・ライド
二段階式高角度パワーボム。通常のパワーボムと同じように相手を持ち上げ、その状態から両腕を真っ直ぐに上に伸ばすようにして相手を頭上高く抱え上げてから、そのまま背面から相手をマットに叩き落とす。
スカイハイ・ドロップ
相手の片腕を掴んで引き寄せ。相手の両腋をそれぞれの腕で掴んで上方へ持ち上げ、前方へ背面から投げ落とし、そのまま背中からマットに叩きつける変形パワーボム。

### その他
チョークスラム
ボディースラム
ナックルパンチ
ビック・ブーツ

## 獲得タイトル
WWE
- WWE・ロウ・タッグチーム王座 : 1回 AJスタイルズ[15]

プロレスリング・ノア
- 第68代GHCタッグ王座（パートナーはジャック・モリス）